# Ivo (album)
IVO – szesnasty album studyjny czeskiej grupy muzycznej Umbrtka. Wydawnictwo ukazało się 27 lipca 2010 roku nakładem wytwórni muzycznej WereWolf Production. Gościnnie na albumie wystąpił saksofonista Radek Havel. 
Ponadto w nagraniach wzięli udział Tomáš Kofroň z formacji Trollech oraz František Štorm znany z występów w grupie Master’s Hammer. W ramach promocji do utworu "Popelář" został zrealizowany teledysk.

## Utwory albumu
Opracowano na podstawie materiału źródłowego.
1. "Umbrtka" (sł. Lord Morbivod, muz. Lord Morbivod, Strastinen, Karl, Well) - 04:27
2. "Popelář" (sł. Strastinen, muz. Lord Morbivod, Strastinen, Karl, Well)- 03:52
3. "Strava" (sł. Strastinen, muz. Lord Morbivod, Strastinen, Karl, Well) - 02:48
4. "Bagrem" (sł. Lord Morbivod, muz. Lord Morbivod, Strastinen, Karl, Well) - 04:22
5. "Všechno" (sł. Strastinen, muz. Lord Morbivod, Strastinen, Karl, Well) - 04:52
6. "Týden" (sł. Strastinen, muz. Lord Morbivod, Strastinen, Karl, Well) - 06:21
7. "Doudlevce" (sł. Lord Morbivod, muz. Lord Morbivod, Strastinen, Karl, Well) - 02:57
8. "Srdce" (sł. Well, muz. Lord Morbivod, Strastinen, Karl, Well) - 06:16
9. "Nájezdníci" (sł. Well, muz. Lord Morbivod, Strastinen, Karl, Well) - 08:12
10. "Petrohrad" (sł. Lord Morbivod, muz. Lord Morbivod, Strastinen, Karl, Well) - 04:54
11. "Pivo Ivo" (sł. Strastinen, Lord Morbivod, muz. Lord Morbivod, Strastinen, Karl, Well) - 14:34
12. "Šedesátiny" (sł. Well, Lord Morbivod, muz. Lord Morbivod, Strastinen, Karl, Well) - 04:28

## Twórcy
Opracowano na podstawie materiału źródłowego.
| - Lord Morbivod – wokal, gitara, gitara basowa, perkusja - Strastinen – wokal, gitara, perkusja - Karl – wokal - Well – wokal, pianino | - František Štorm - gościnnie wokal - Tomáš Kofroň - gościnnie wokal - Radek Havel – saksofon |